# Большие Отрожки
Больши́е Отро́жки — деревня Демшинского сельсовета Добринского района Липецкой области, располагающаяся на реке Плавице.

## Название
Основаны в начале XIX в. переселенцами из с. Отрожка (ныне в Усманском районе), почему и получили такое название. Диалектное рог — овраг, отрожки — ответвление оврага.

## История
По данным 1862 г. — Отроженские выселки. 21 двор.

## Население
По данным всероссийской переписи за 2010 год население деревни составляет 64 человека.